# Драгана Ђурђевић
Драгана Ђурђевић (Краљево, 27. октобар 1989) српска је позоришна и телевизијска глумица.

## Биографија
Рођена је у Краљеву, где је и провела детињство. Играла је на дечјој сцени Краљевачког позоришта, а прву професионалну улогу на даскама тог театра остварила је 2008. године у представи Трапави змај. По завршетку средње школе отишла је у Београд и ту студирала глуму на Академији уметости. Дипломирала је 2012. у класи професора Предрага Ејдуса. Прву телевизијску епизоду остварила је наредне године, у серији Отворена врата. Играла је у више студентских представа, а по повратку у Краљево хонорарно је играла у представама матичне куће. Паралелно с тим бавила се педагошким радом у школи глуме „Први кораци”. Године 2017. одиграна је прва представа у продукцији „Комуне”, чија је директорка, под насловом Овде пише наслов драме о Анти. Касније се појавила у више теленовела на Првој српској телевизији, те остварила мању улогу у серији Бележница професора Мишковића.

## Улоге

### Позоришне представе
| Наслов                                                 | Улога                     | Редитељ                                | Позориште                   | Премијера           |
| ------------------------------------------------------ | ------------------------- | -------------------------------------- | --------------------------- | ------------------- |
| Пољуби ме, Като                                        | Управникова жена и Бјанка | Биљана Костантиновић и Сабина Савковић | Краљевачко позориште        | 2002 / 2003.        |
| Краљевски фестивал                                     | Краљица Мица              | Биљана Костантиновић и Сабина Савковић | Краљевачко позориште        | 2003 / 2004.        |
| Прича о принцу јединцу                                 | Пас Закерало              | Биљана Костантиновић и Сабина Савковић | Краљевачко позориште        | 2003 / 2004.        |
| Мали Принц                                             | Хвалиша                   | Биљана Костантиновић                   | Краљевачко позориште        | 2005 / 2006.        |
| Укроћена горопад                                       |                           | Биљана Костантиновић                   | Краљевачко позориште        | 2006.               |
| Трапави змај                                           | Принцеза Кунигунда        | Мима и Бане Јанковић                   | Краљевачко позориште        | 2007 / 2008.        |
| Смрт у кући                                            |                           | Александра Ковачевић                   | Краљевачко позориште        | 14. октобар 2009.   |
| Просјачка опера                                        | Луси                      | Предраг Ејдус                          | Стеријино позорје           | 1. јун 2011.        |
| Животињска фарма                                       | Кокошка                   | Предраг Стојменовић                    | ДАДОВ                       | 10. јун 2011.       |
| Коме верујете?                                         | Кристина                  | Предраг Стојменовић                    | Театар 78                   | 20. јун 2012.       |
| Брод љубави                                            | Саша                      | Предраг Ејдус                          | УК „Вук Стефановић Караџић” | 18. децембар 2012.  |
| Они људи                                               |                           | Миодраг Динуловић                      | Краљевачко позориште        | 10. јануар 2014.    |
| Смрт у октобру                                         |                           | Александра Ковачевић                   | Краљевачко позориште        | 14. октобар 2015.   |
| Вина и пингвина                                        | Гроздана                  | Александра Ковачевић                   | Краљевачко позориште        | 8. мај 2014.        |
| Балада о њима                                          |                           | Миодраг Динуловић                      | Краљевачко позориште        | 14. октобар 2016.   |
| Овде пише наслов драме о Анти                          |                           | Марија Барна Липковски                 | Дорћол Platz                | 30. септембар 2017. |
| Ожалошћена фамилија                                    | Даница                    | Миодраг Динуловић                      | Краљевачко позориште        | 1. април 2018.      |
| Твоје тајно оружје у борби против неукротивог целулита | Бартола                   | Александра Ковачевић                   | Краљевачко позориште        | 15. септембар 2018. |
| Ружно паче                                             | Кокошка / Дивљи гусан     | Александра Ковачевић                   | Краљевачко позориште        | 4. октобар 2018.    |

### Филмографија
|                   | 2010▼ | 2020▼ | Укупно |
| ----------------- | ----- | ----- | ------ |
| Дугометражни филм | 0     | 0     | 0      |
| ТВ филм           | 0     | 0     | 0      |
| ТВ серија         | 3     | 4     | 7      |
| Кратки филм       | 0     | 0     | 0      |
| Укупно            | 3     | 4     | 7      |

| Год.       | Назив                                  | Улога                    |
| ---------- | -------------------------------------- | ------------------------ |
| 2010-е▲    |                                        |                          |
| 2013.      | Отворена врата (серија)                | Новинарка                |
| 2018.      | Ургентни центар (серија)               | Тања                     |
| 2019—2020. | Тате (серија)                          | Драгана Бабић, полицајка |
| 2020-е▲    |                                        |                          |
| 2020.      | Бележница професора Мишковића (серија) | Жена са дететом          |
| 2021.      | Три мушкарца и тетка (серија)          | Бранкица                 |
| 2021—2022. | Коло среће (серија)                    | Вања Коцић               |
| 2023.      | Ургентни центар (серија)               | Јелена Видак             |
| 2024.      | Игра судбине                           | сестра Лола              |

### Спотови
- Прође година — Fetis beat (2011)[38]